# Катушка Пупина

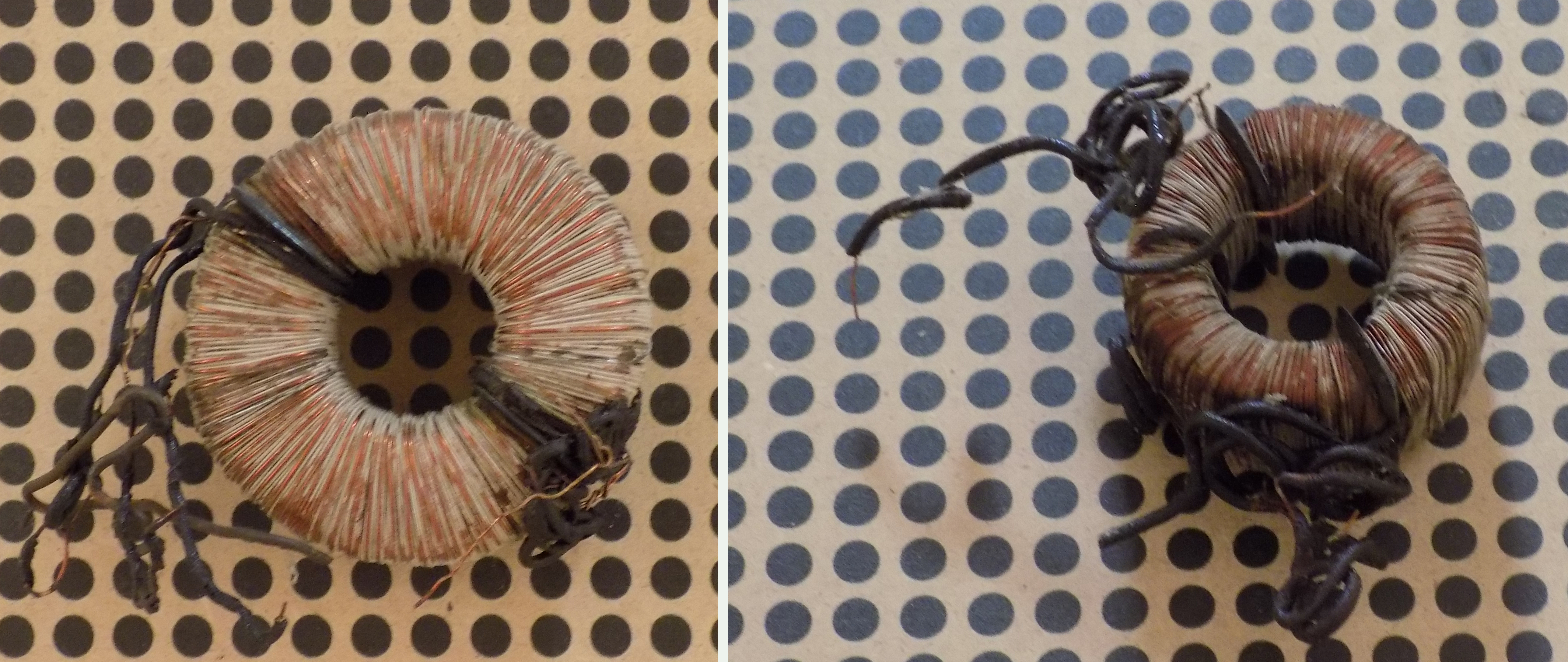
Катушка Пупина в PTT музее в Белградe

Катушка Пу́пина — катушка индуктивности, применяемая на кабельных линиях связи для увеличения дальности телефонной связи. Названа по имени Михаила Пупина, профессора Колумбийского университета, получившего на неё первый патент.

## История

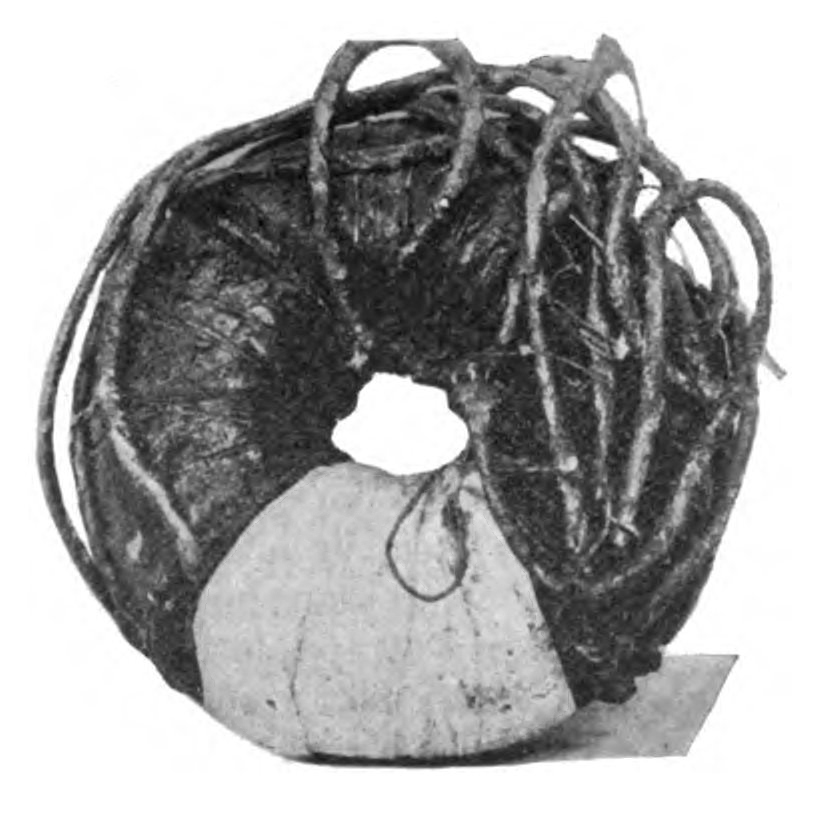
Катушка Пупина с линии Нью-Йорк — Чикаго, компания AT&T, 1922 год

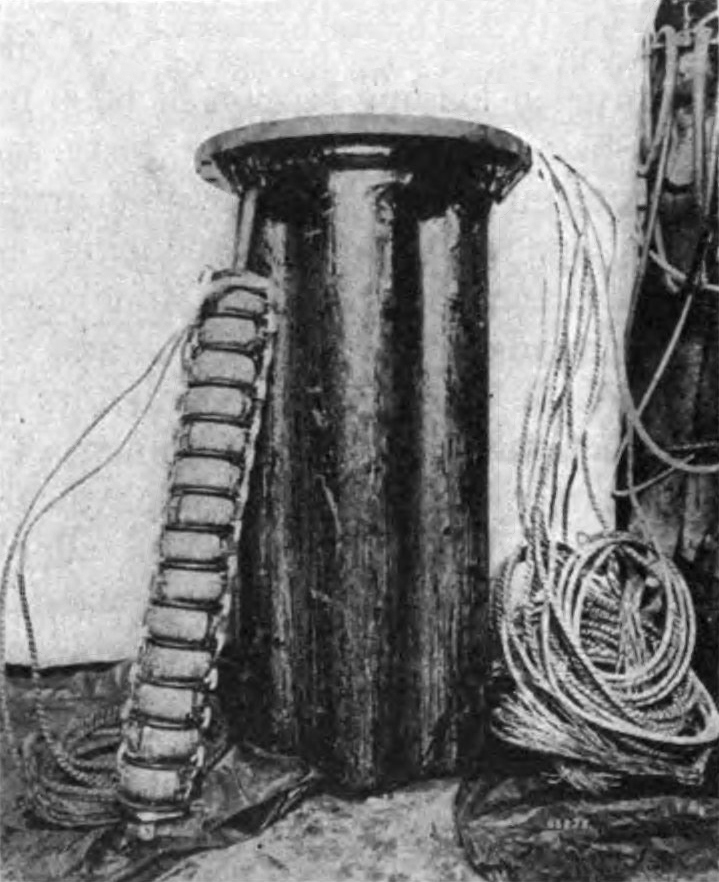
Катушки на линии Нью-Йорк — Чикаго размещались в маслонаполненном контейнере на телефонном столбе через каждые 6000 ft

На заре развития телефонной связи возникала проблема невозможности связи на больших расстояниях из-за искажения электрического сигнала в кабельной линии вследствие наличия распределённой индуктивности у проводников и распределённой ёмкости между проводниками. Телеграфный сигнал проходил по линии без проблем, так как имел относительно низкочастотный спектр. Спектр частот телефонного сигнала был намного шире, в результате чего через несколько десятков километров собеседники не могли разобрать речь друг друга вследствие значительного затухания (ослабления) высокочастотных составляющих спектра.
Наиболее простым способом уменьшения затухания линии для высокочастотных составляющих телефонного сигнала стало искусственное увеличение индуктивности линии. Профессор Колумбийского университета Михаил Пупин предложил включать последовательно в линию катушки индуктивности, он смог рассчитать, сколько потребуется таких катушек и какие должны быть интервалы между ними, основываясь на аналитической механике Лагранжа. В 1894 году, изучая распространение волн в вибрирующей струне, он отметил, что волны рассеиваются медленнее, если к струне через одинаковые промежутки подвешены грузы, и применил это открытие к телефонной линии. В декабре 1899 года он подал заявку, а в июне 1900 года получил патент.

### Исследования Хевисайда
Намного ранее, в 1887 году, подобное предложение с математическим обоснованием сделал Оливер Хевисайд. Ему же принадлежала идея (1893) дополнительной катушки из медного провода с индуктивностью большей, чем у данного отрезка кабельной линии. Хевисайд показал, что можно свести к минимуму возрастание затухания кабельной линии связи с ростом частоты, если параметры линии на единицу длины будут связаны соотношением:
{\displaystyle R'C'=L'G',}
где
{\displaystyle R'} — активное электрическое сопротивление;
{\displaystyle C'} — ёмкость;
{\displaystyle L'} — индуктивность;
{\displaystyle G'} — электрическая проводимость.
Хевисайд не довёл свое предложение до практического применения, полагая, что оно будет отвергнуто как абсурдное в Главном почтовом управлении Великобритании, где техническим экспертом был Уильям Г. Прис, «пренебрежительно относившийся к теоретикам и не дававший ходу идеям математиков». Прис был противником Хевисайда в споре — выведенное Присом уравнение для расчёта предельной длины кабеля для телефонной связи без искажений (в его статье в 1887 году, на которую спустя три месяца ответил Хевисайд со своим обоснованием) связывало полное и удельное сопротивление и ёмкость, полную длину, произвольные параметры материалов цепи и её конфигурацию. Однако на практике уравнение Приса не учитывало всех особенностей распространения сигнала — например, уравнение «запрещало» одну хорошо работавшую телефонную линию Бостон — Чикаго. Очевидное неприятие Приса вызвала идея Хевисайда о возможности устранить искажения сигнала в линии не путём уменьшения, а наоборот, за счёт увеличения её индуктивности.

### Разработки компании AT&T
Применить идеи Хевисайда к реальным линиям связи попытался Джон С. Стоун, работавший в American Bell Telephone Company (с 1899 года — AT&T). Идея Стоуна заключалась в использовании запатентованного им в 1896 году биметаллического кабеля железо-медь. Такой кабель увеличивал индуктивность линии из-за содержания железа и при определённой конструкции мог бы соответствовать условию Хевисайда. Однако Стоун покинул компанию в 1899 году, не реализовав свою идею.
Продолжить исследования кабеля Стоуна было поручено инженеру AT&T, Джорджу Кемпбеллу, но вскоре он отказался от такого кабеля в пользу дополнительных катушек. Это было независимое изобретение — Кэмпбелл знал о теоретических работах Хевисайда, но не знал о предложении Хевисайда использовать дополнительные катушки. Он продемонстрировал такие катушки на кабельной линии длиной 46 миль в сентябре 1899 года и с некоторым опозданием оформил заявку на патент.
Компания AT&T была вынуждена вступить в судебную тяжбу с Пупиным по его иску — Пупин был первым, кто запатентовал способ, но Кэмпбелл уже провёл практические демонстрации. Однако существовал риск того, что тяжба закончится объявлением изобретения непатентоспособным из-за более ранней работы Хевисайда, поэтому AT&T решила купить опцион на патент Пупина за годовую плату и производила выплаты ему в течение почти двух последующих десятилетий. Заслуги Хевисайда при этом не получили должной оценки.

## Применение
Процесс введения катушек индуктивности на кабельной линии связи получил название пупинизация. Результатом является улучшение прохождения телефонного сигнала (стандартный спектр частот 0,3—3,4 кГц), однако на более высоких частотах прохождение сигнала значительно ухудшается. Применение катушек Пупина было недопустимым впоследствии, когда на кабельных линиях стали внедряться высокочастотные технологии (xDSL, ISDN), так как пупинизация нарушает однородность витой пары, превращая её в фильтр нижних частот с резко возрастающим затуханием за полосой пропускания.
Пупинизация особенно широко применялась на местных телефонных сетях США (дальность связи увеличивалась в 3—5 раз) из-за относительно большой средней длины абонентских линий. На местных телефонных сетях России она применялась достаточно редко. Например, сеть МГТС имела около 5 % пупинизированных кабелей, однако и при этом оставалась значительная вероятность, что при развёртывании технологий хDSL на линии встретятся эти катушки.
Для выявления катушек Пупина в линиях связи применяют кабельные рефлектометры с функцией поиска и подсчёта катушек.